# Mental Jewelry
Mental Jewelry è il primo album in studio del gruppo rock statunitense Live, pubblicato nel 1991. Il gruppo aveva esordito alcuni anni prima con The Death of a Dictionary, pubblicato sotto il nome Public Affection.

## Tracce
1. Pain Lies on the Riverside – 5:11
2. Operation Spirit (The Tyranny of Tradition) – 3:18
3. The Beauty of Gray – 4:14
4. Brothers Unaware – 4:45
5. Tired of 'Me' – 3:26
6. Mirror Song – 3:38
7. Waterboy – 3:07
8. Take My Anthem – 4:37
9. You Are the World – 4:23
10. Good Pain – 5:39
11. Mother Earth Is a Vicious Crowd – 4:10
12. 10,000 Years (Peace Is Now) – 5:08

## Formazione
- Ed Kowalczyk – voce, chitarra
- Chad Taylor - chitarra, cori
- Chad Gracey – batteria, percussioni, cori
- Patrick Dahlheimer - basso, cori